# Atletica leggera ai Giochi della IV Olimpiade - 400 metri piani

## L'eccellenza mondiale
| Record olimpico: 1904       | 49"2      | Harry Hillman             | Solo 400 hs          |
| Migliore prestaz. europea   | 48"1 1908 | Wyndham Halswelle         | Presente             |
| Primatisti mondiali stag.li | 47"9y     | Harry Hillman John Taylor | Solo 400 hs Presente |

Tra maggio e giugno gli statunitensi disputano le prime selezioni olimpiche, in tre luoghi diversi. Sui 400 metri i vincitori di questa storica prima edizione sono:
- Est: John Taylor con 49"8;
- Centro: Ned Merriam con 49"6;
- Ovest: Andre Garner con 51"2.

Il campione in carica Hillman si presenta nei 400 ostacoli.

## La gara

### Turni eliminatori
I 400 metri piani non si corrono ancora in corsia: è un elemento decisivo per spiegare cosa succederà nella finale. Dopo il secondo posto ad Atene 1906, ci riprova il britannico Wyndham Halswelle, che nella prima parte della stagione ha vinto il titolo di campione nazionale sulle 440 iarde (49"4).
Nella prima batteria viene subito eliminato il bicampione di Atene (400 e 800 metri), Paul Pilgrim. Giunge secondo dietro l'atleta di casa Edwin Montague.
Il 23 luglio si corrono semifinali e finale. Tre statunitensi vincono la loro serie e si qualificano: John Carpenter, William Robbins e John Taylor; la quarta è appannaggio di Wyndham Halswelle, con il miglior tempo di 48"4, nuovo primato olimpico.
Tre statunitensi e un britannico: la gara è ad alto rischio di contestazioni. Viste le polemiche dei giorni precedenti tra statunitensi e britannici, gli organizzatori dispongono di schierare un giudice ogni 20 iarde lungo la pista.

### Finale
Taylor, forse emozionato per essere l'unico nero americano che può vincere un oro in atletica a Londra, rimane subito indietro ed è fuori dai giochi. Carpenter, che sa di essere più lento di Halswelle, si mette subito alla testa del gruppo, seguito dal connazionale Robbins e dal britannico. Carpenter spinge al massimo e, correndo su ritmi da primato del mondo, accumula ai 200 metri un vantaggio di 10-12 metri, ma durante l'ultima curva le energie dello statunitense cominciano a diminuire e Robbins e Halswelle si rifanno sotto. I tre sono di nuovo insieme all'inizio del rettilineo finale.
Halswelle affianca Robbins e si prepara ad attaccare Carpenter. Ma l'americano non lo lascia passare, anzi, lo spinge verso l'esterno fino a mandarlo quasi fuori pista.
Tempestivamente, i giudici, che hanno seguito la scena, spezzano il nastro di arrivo prima ancora che giungano gli atleti, in segno di annullamento della gara.
Un funzionario spinge Taylor fuori dalla pista (impedendogli di finire la sua corsa). Gli atleti statunitensi presenti in campo (si stava svolgendo contemporaneamente la finale del salto con l'asta) si dirigono verso l'arrivo e circondano i giudici, facendo sentire le loro proteste. Si crea il caos. Anche il pubblico si fa prendere dalla foga; qualcuno scende dagli spalti ed entra in pista. Gli statunitensi protestano contro i britannici e i britannici se la prendono con gli statunitensi. Viene chiamata la polizia per ristabilire l'ordine; ci vuole una buona mezz'ora prima che la pista sia sgombrata.
Comincia la discussione. Gli statunitensi difendono Carpenter: quello che ha fatto è consentito dal regolamento in vigore negli USA. Secondo le regole britanniche, invece, il suo comportamento è sanzionabile poiché ogni ostruzionismo è proibito. Dopo un'ora viene comunicata la decisione: la gara è annullata e sarà ripetuta sabato 25 (l'ultimo giorno di gare). Carpenter si allontana dal campo amareggiato e disgustato. La delegazione statunitense annuncia una protesta ufficiale scritta alla Federazione di atletica inglese (AAA). L'AAA si riunisce la sera stessa. I dirigenti però convocano in audizione il solo Halswelle e i giudici, che sono tutti britannici.
Halswelle dichiara quanto segue:

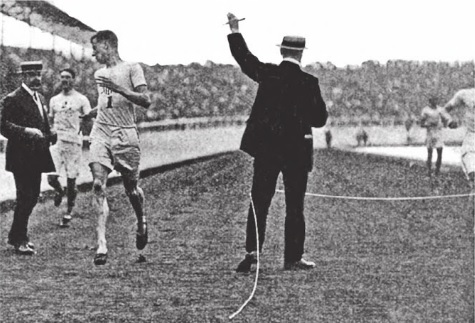
L'arrivo della contestata finale del 23 luglio vinta da Carpenter (USA).

I dirigenti dell'AAA credono alla versione di Halswelle e decidono di squalificare Carpenter. La garà sarà ripetuta, ma vi parteciperanno solo Halswelle, Taylor e Robbins.
Gli statunitensi sono arrabbiati e offesi. Il capo della delegazione USA, John Sullivan, afferma:
Gli statunitensi si convincono che tutti i britannici sono coalizzati contro di loro.
La squadra pertanto chiede a Robbins e a Taylor di boicottare la ripetizione della gara. Robbins decide nella notte. Quanto a Taylor, gli sarebbe piaciuto diventare il primo nero americano a vincere un titolo olimpico, ma si adegua ai desideri della squadra.
Il 25 luglio, il giorno della ripetizione, sulla pista sono state tracciate le corsie individuali, allo scopo di marcare le distanze tra i corridori, ma l'accorgimento si rivela inutile, data l'assenza degli atleti statunitensi.
Halswelle si presenta alla partenza agli ordini dello starter, fa il giro di pista e vince in solitaria il titolo olimpico correndo in 50" netti.
La controversia terrà banco per diverse settimane, anche sulla stampa dei due paesi.
Le regole di comportamento delle gare su pista saranno uniformate solo dopo il 1913, data di nascita della Federazione mondiale di atletica (IAAF).
John Carpenter non incontrerà più Halswelle sui 400 metri nel resto della sua carriera. Wyndham Halswelle morirà tragicamente nel 1915 nel corso della prima guerra mondiale.

## Risultati

### Turni eliminatori
| 16 batterie  | 21 luglio | 37 iscritti   | Si qualificano solo i vincitori. |
| 4 semifinali | 22 luglio | 4 + 4 + 4 + 3 | Si qualificano i primi.          |
| Finale       | 23 luglio | 4 concorrenti | (ripetizione il 25 luglio)       |

### Batterie
1ª Batteria
| Pos. | Atleta         | Nazione     | Tempo ufficiale | Tempo ufficioso |
| ---- | -------------- | ----------- | --------------- | --------------- |
| 1    | Edwin Montague | Regno Unito | 50"2            |                 |
| 2    | Paul Pilgrim   | Stati Uniti |                 | 51"4            |

3ª Batteria
| Pos. | Atleta      | Nazione     | Tempo ufficiale | Tempo ufficioso |
| ---- | ----------- | ----------- | --------------- | --------------- |
| 1    | Edward Ryle | Regno Unito | [ 2 ]           |                 |

4ª Batteria
| Pos. | Atleta        | Nazione     | Tempo ufficiale | Tempo ufficioso |
| ---- | ------------- | ----------- | --------------- | --------------- |
| 1    | John Taylor   | Stati Uniti | 50"8            |                 |
| 2    | Roberto Penna | Italia      |                 | 52"4            |
| 3    | Sven Låftman  | Svezia      | n/d             | n/d             |

5ª Batteria
| Pos. | Atleta           | Nazione     | Tempo ufficiale | Tempo ufficioso |
| ---- | ---------------- | ----------- | --------------- | --------------- |
| 1    | George Nicol     | Regno Unito | 50"8            |                 |
| 2    | Oscar Guttormsen | Norvegia    |                 | 52"4            |

6ª Batteria
| Pos. | Atleta      | Nazione | Tempo ufficiale | Tempo ufficioso |
| ---- | ----------- | ------- | --------------- | --------------- |
| 1    | Géo Malfait | Francia | 50"0            |                 |
| 2    | Don Buddo   | Canada  |                 | 51"2            |

7ª Batteria
| Pos. | Atleta          | Nazione     | Tempo ufficiale | Tempo ufficioso |
| ---- | --------------- | ----------- | --------------- | --------------- |
| 1    | William Robbins | Stati Uniti |                 | 50"4            |
| 2    | József Nagy     | Ungheria    | n/d             | n/d             |
| 3    | Noel Chavasse   | Regno Unito | n/d             | n/d             |
| 4    | Victor Henny    | Paesi Bassi | n/d             | n/d             |

8ª Batteria
| Pos. | Atleta               | Nazione     | Tempo ufficiale | Tempo ufficioso |
| ---- | -------------------- | ----------- | --------------- | --------------- |
| 1    | William Prout        | Stati Uniti | 50"4            |                 |
| 2    | Christopher Chavasse | Regno Unito |                 | 50"7            |

9ª Batteria
| Pos. | Atleta        | Nazione     | Tempo ufficiale | Tempo ufficioso |
| ---- | ------------- | ----------- | --------------- | --------------- |
| 1    | Horace Ramey  | Stati Uniti | 51"0            |                 |
| 2    | Arthur Astley | Regno Unito |                 | 51"4            |

10ª Batteria
| Pos. | Atleta             | Nazione | Tempo ufficiale | Tempo ufficioso |
| ---- | ------------------ | ------- | --------------- | --------------- |
| 1    | Lou Sebert         | Canada  | 50"2            |                 |
| 2    | Massimo Cartasegna | Italia  |                 | 52"7            |
| -    | Victor Jacquemin   | Belgio  | dnf             | dnf             |

11ª Batteria
| Pos. | Atleta           | Nazione     | Tempo ufficiale | Tempo ufficioso |
| ---- | ---------------- | ----------- | --------------- | --------------- |
| 1    | John Atlee       | Stati Uniti | 50"4            |                 |
| 2    | Alan Patterson   | Regno Unito |                 | 50"6            |
| 3    | Giuseppe Tarella | Italia      | n/d             | n/d             |

12ª Batteria
| Pos. | Atleta            | Nazione     | Tempo ufficiale | Tempo ufficioso |
| ---- | ----------------- | ----------- | --------------- | --------------- |
| 1    | Charles Davies    | Regno Unito | 50"4            |                 |
| 2    | Cornelis den Held | Paesi Bassi |                 | 51"0            |

13ª Batteria
| Pos. | Atleta      | Nazione     | Tempo ufficiale | Tempo ufficioso |
| ---- | ----------- | ----------- | --------------- | --------------- |
| 1    | Ned Merriam | Stati Uniti | 52"2            |                 |
| 2    | R. C. Robb  | Regno Unito |                 | 52"5            |

14ª Batteria
| Pos. | Atleta           | Nazione     | Tempo ufficiale | Tempo ufficioso |
| ---- | ---------------- | ----------- | --------------- | --------------- |
| 1    | John Carpenter   | Stati Uniti | 49"6            |                 |
| 2    | Otto Trieloff    | Germania    |                 | 50"9            |
| 3    | Arvid Ringstrand | Svezia      | n/d             | n/d             |
| 4    | Henk van der Wal | Paesi Bassi | n/d             | n/d             |

15ª Batteria
| Pos. | Atleta            | Nazione     | Tempo ufficiale | Tempo ufficioso |
| ---- | ----------------- | ----------- | --------------- | --------------- |
| 1    | Wyndham Halswelle | Regno Unito | 49"4            |                 |
| 2    | Fred de Selding   | Stati Uniti |                 | 50"8            |
| 3    | Bram Evers        | Paesi Bassi | n/d             | n/d             |

16ª Batteria
| Pos. | Atleta           | Nazione     | Tempo ufficiale | Tempo ufficioso |
| ---- | ---------------- | ----------- | --------------- | --------------- |
| 1    | G. W. Young      | Regno Unito | 52"4            |                 |
| 2    | Jacobus Hoogveld | Paesi Bassi | n/d             | n/d             |

### Semifinali
1a Semifinale
| Pos. | Atleta         | Nazione     | Tempo ufficiale | Tempo ufficioso |
| ---- | -------------- | ----------- | --------------- | --------------- |
| 1    | John Carpenter | Stati Uniti | 49"4            |                 |
| 2    | Charles Davies | Regno Unito |                 | 49"8            |
| 3    | Ned Merriam    | Stati Uniti | n/d             | n/d             |
| 4    | G. W. Young    | Regno Unito | n/d             | n/d             |

2a Semifinale
| Pos. | Atleta            | Nazione     | Tempo ufficiale | Tempo ufficioso |
| ---- | ----------------- | ----------- | --------------- | --------------- |
| 1    | Wyndham Halswelle | Regno Unito | 48"4            |                 |
| 2    | Edwin Montague    | Regno Unito |                 | 49"8            |
| 3    | George Nicol      | Regno Unito | n/d             | n/d             |
| 4    | William Prout     | Stati Uniti | n/d             | n/d             |

3a Semifinale
| Pos. | Atleta       | Nazione     | Tempo ufficiale | Tempo ufficioso |
| ---- | ------------ | ----------- | --------------- | --------------- |
| 1    | John Taylor  | Stati Uniti | 49"8            |                 |
| 2    | Horace Ramey | Stati Uniti |                 | 50"5            |
| 3    | Edward Ryle  | Regno Unito | n/d             | n/d             |
| 4    | Géo Malfait  | Francia     | n/d             | n/d             |

4a Semifinale
| Pos. | Atleta          | Nazione     | Tempo ufficiale | Tempo ufficioso |
| ---- | --------------- | ----------- | --------------- | --------------- |
| 1    | William Robbins | Stati Uniti | 49"0            |                 |
| 2    | Lou Sebert      | Canada      |                 | 49"5            |
| 3    | John Atlee      | Stati Uniti | n/d             | n/d             |

### Finale annullata
| Pos. | Atleta            | Nazione     | Tempo ufficiale | Tempo ufficioso |
| ---- | ----------------- | ----------- | --------------- | --------------- |
| 1    | John Carpenter    | Stati Uniti | 48"4            |                 |
| 2    | Wyndham Halswelle | Regno Unito | n/d             | n/d             |
| 3    | William Robbins   | Stati Uniti | n/d             | n/d             |
| 4    | John Taylor       | Stati Uniti | n/d             | n/d             |

### Finale
| Pos. | Atleta            | Nazione     | Età | Tempo ufficiale | Tempo ufficioso |
| ---- | ----------------- | ----------- | --- | --------------- | --------------- |
| Oro  | Wyndham Halswelle | Regno Unito | 26  | 50"0            |                 |
| -    | William Robbins   | Stati Uniti | 23  | dns             | dns             |
| -    | John Taylor       | Stati Uniti | 26  | dns             | dns             |
| -    | John Carpenter    | Stati Uniti | 24  | dq              | dq              |